# Mutiny on the Bay
Mutiny on the Bay è un album live della hardcore punk band californiana Dead Kennedys, tratto da quattro concerti tra il 1982 e il 1986.

## Tracce
1. Introduction – 0:22
2. Police Truck – 2:38
3. Kill the Poor – 3:04
4. Holiday in Cambodia – 4:30
5. Moon Over Marin – 3:34
6. California Über Alles – 4:29
7. M.T.V. − Get off the Air – 4:14
8. Too Drunk to Fuck – 2:54
9. Goons of Hazard – 4:07
10. This Could Be Anywhere – 4:22
11. Forward to Death – 1:10
12. I Am the Owl – 5:15
13. Hellnation – 2:59
14. Riot – 7:31

## Crediti[2]
- Jello Biafra - voce
- East Bay Ray - chitarra, missaggio
- Klaus Flouride - basso, voce d'accompagnamento
- D.H. Peligro - batteria, voce d'accompagnamento
- John Cuniberti - ingegneria del suono, mastering
- Sue Brisk - fotografia